# Fiscal (funcionario)

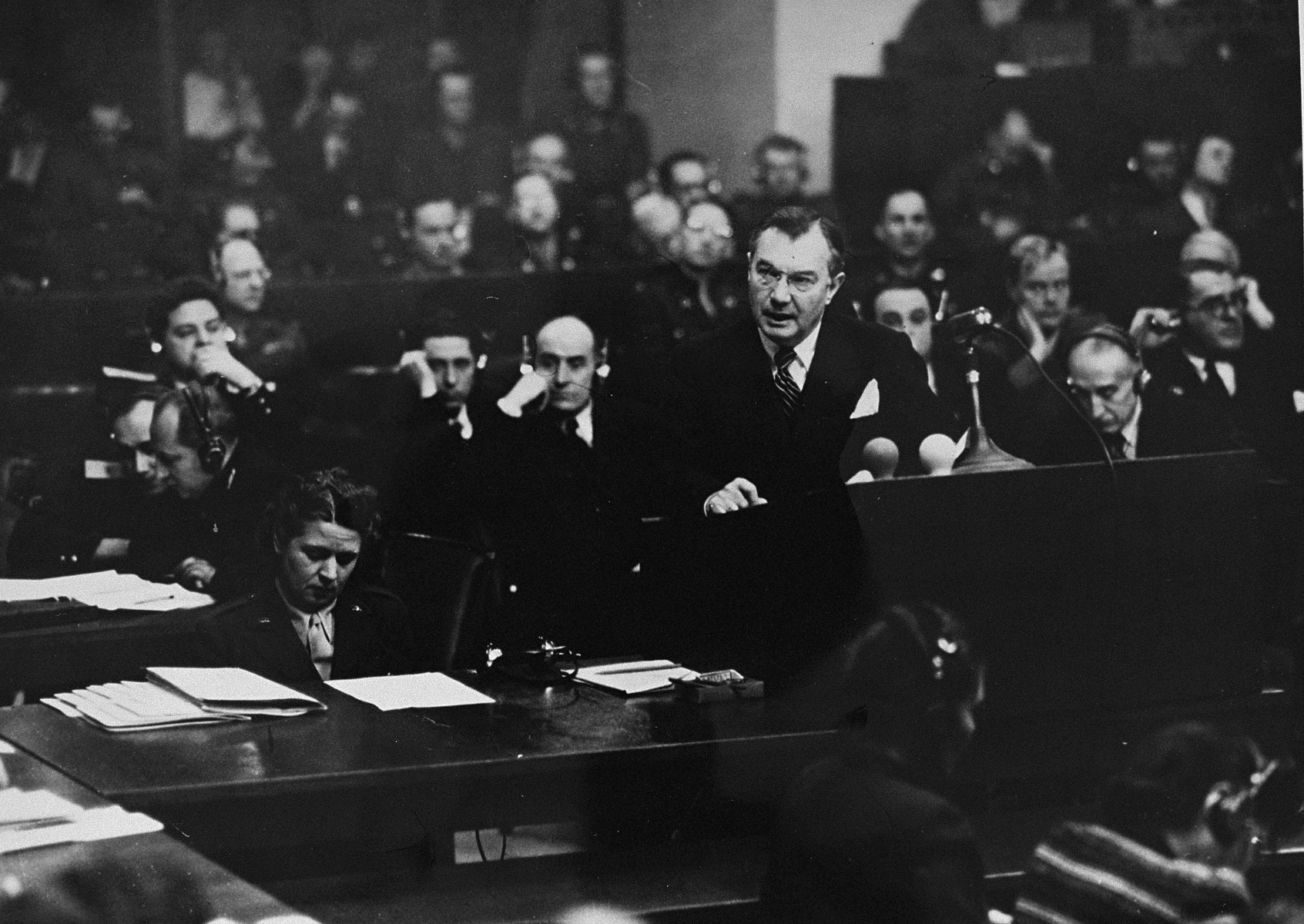
Fiscal Robert Jackson en los juicios de Núremberg.

El fiscal (agente fiscal, agente del ministerio público, procurador fiscal o promotor fiscal) es el funcionario (magistrado en algunos países), integrante del Ministerio Público, que lleva materialmente la dirección de la investigación criminal y el ejercicio de acción penal pública; es decir, es a quien corresponde desempeñar directa y concretamente, en un proceso penal, las funciones y atribuciones del ministerio público, en los casos que conoce. Si bien el Ministerio Público es responsable de otorgar protección de víctimas y testigos, ello no implica que el fiscal sea su abogado.
Debido a que el Ministerio Público suele estar constituido por un gran número de agentes o fiscales, la mayoría de las legislaciones establecen como principio básico el de unidad de actuación, que pretende evitar la duplicación o interferencia de estos en sus tareas y funciones.
A su vez, su asignación territorial (en distritos, circunscripciones o comunas) está establecida en la ley, aunque habitualmente bajo un esquema de flexibilidad y adecuación a las necesidades fluctuantes de persecución criminal, en que intervienen las máximas autoridades del ministerio.

## Historia
La figura del fiscal surge en la Edad Media, más concretamente hacia el siglo XII, como representante del rey encargado de defender sus intereses. Pronto surge la noción de que la ofensa a la víctima también lo es al orden impuesto por el soberano y a su soberanía. Más adelante, al desaparecer los intereses privados del monarca sustituidos por los del Estado, pasará a tener como atribución el ejercicio de la acción pública, de ahí que también comience a denominarse como ministerio público. 
Tras la Revolución francesa y el Imperio napoleónico el fiscal se incorporó al sistema de administración de justicia del Estado Liberal, aunque adoptando diversas modalidades que llegan hasta la actualidad. En algunos países, como España, constituye un cuerpo específico, mientras que en otros, como Italia o Francia, sus miembros tienen la categoría de magistrados o jueces, con mayores posibilidades de intercambio entre la función judicial y la fiscal. Sin embargo, en todos ellos la figura del fiscal, como ha señalado Amadeu Recasens, «se debate en la ambigüedad al deber atender, por una parte, su dependencia jerárquica del ejecutivo a través de los ministerios de Justicia correspondientes (con fuertes connotaciones de dependencia, jerarquía y centralización) y, por otra parte, su función de colaborador del juez en la administración de justicia... en la medida que tiene atribuida la misión de velar por el interés social y de promover la acción de la justicia en defensa de la legalidad de los derechos de los ciudadanos y del interés público tutelado por la ley».

## Ejercicio de sus funciones
Los fiscales asumen unipersonalmente las causas, pero en la mayoría de las legislaciones, por razones de mejor atención del proceso o por su complejidad, volumen, importancia o trascendencia, las autoridades del Ministerio Público pueden disponer que más de un fiscal asuma la atención del caso. 
Además, un fiscal no puede dirigir una investigación ni ejercer la acción penal pública sobre determinados hechos punibles (debiendo ser reemplazado), cuando se configura, a su respecto, una causa legal de inhabilidad, las cuales están, generalmente, fundadas en el interés particular en el delito o la amistad, enemistad o relación con los partícipes de tal hecho.
Estos funcionarios, en los casos que tienen a su cargo, ejercen sus funciones con independencia y autonomía, bajo los principios de legalidad y objetividad, debiendo practicar todas las diligencias que fueren conducentes al éxito de la investigación, siendo responsables, en el ejercicio de sus funciones, en el ámbito del derecho civil, penal y disciplinario. 
Habitualmente están facultados para impartir instrucciones particulares a la policía, respecto cada causa (sin perjuicio que toda actuación que restringe o afecta derechos fundamentales, requiere por regla general de autorización judicial previa).
No obstante lo anterior, las autoridades y jefaturas del Ministerio Público, en los distintos sistemas, suelen ejercer un control jerárquico más o menos permanente de los agentes de su dependencia, que se extiende tanto a la eficacia y eficiencia en el cumplimiento de sus objetivos, como a la legalidad y oportunidad de sus actuaciones.
Asimismo, generalmente la máxima autoridad del ministerio puede dictar instrucciones generales, fijando los criterios de actuación de los fiscales, para el cumplimiento de sus objetivos, pero no pudiendo dar instrucciones u ordenar realizar u omitir la realización de actuaciones en casos particulares. Sin embargo, los agentes fiscales habitualmente están obligados a obedecer las instrucciones particulares que sus superiores inmediatos les dan con respecto a un caso que les ha sido asignado, a menos que estimen que es manifiestamente arbitraria o que atenta contra las disposiciones de la Constitución o la ley.

## Por países
Los fiscales suelen ser funcionarios que poseen una título universitario en derecho y una formación adicional en la administración de justicia. En algunos países, como Francia e Italia, tienen la categoría de jueces.

### Alemania
En Alemania, el Staatsanwalt («abogado del Estado») es un funcionario público vitalicio del servicio judicial superior que pertenece al mismo cuerpo que los jueces. El Staatsanwalt dirige las investigaciones penales previas al juicio, decide si se presentan cargos o se retiran, y representa al gobierno en los tribunales penales. El Staatsanwalt no sólo tiene la «responsabilidad profesional» de no ocultar información exculpatoria, sino que también está obligado por ley a determinar activamente tales circunstancias y a ponerlas a disposición del acusado o del abogado defensor. Si el Staatsanwalt no está convencido de la culpabilidad del acusado, el abogado del Estado está obligado a alegar en contra o a favor del acusado según la propia valoración del fiscal. El enjuiciamiento es obligatorio si el fiscal tiene pruebas suficientes para condenar.

### Bélgica
En Bélgica, el fiscal superior de la Corona (Procureur du Roi/Procureur des Konings en los tribunales de primera instancia y Procureur Général/Procureur-Generaal en los tribunales de apelación) cuenta con el apoyo de fiscales de la Corona subordinados (substituts/substituten). Abren investigaciones preliminares y pueden mantener a un sospechoso bajo custodia hasta 48 horas. Cuando es necesario, un fiscal de la Corona solicita que se designe a un juez de instrucción (juge d'instruction/onderzoeksrechter) para que dirija una investigación judicial. Con un juez de instrucción, los fiscales de la Corona no dirigen los interrogatorios, sino que se limitan a exponer el alcance de los delitos que el juez y las fuerzas del orden investigan (la saisine). Al igual que el abogado defensor, los fiscales de la Corona pueden solicitar o sugerir que se lleven a cabo más investigaciones. 
El fiscal de la Corona está a cargo de las decisiones políticas y puede dar prioridad a los casos y procedimientos según sea necesario.
Durante un juicio penal, los fiscales deben presentar y explicar el caso al juzgador de los hechos, es decir, a los jueces o al jurado. Por lo general, sugieren una sentencia razonable que el tribunal no está obligado a cumplir; el tribunal puede decidir una sentencia más dura o más suave.
Los fiscales de la Corona también tienen una serie de funciones administrativas. Pueden asesorar al tribunal durante las acciones civiles.
Según la legislación belga, los jueces y los fiscales son funcionarios judiciales con el mismo rango y salario.
El Ministro de Justicia puede ordenar una investigación penal pero no puede impedirla (droit d'injonction positive/positief injunctierecht).

### Brasil
En Brasil, los fiscales forman un cuerpo de funcionarios autónomos -el Ministerio Público (Ministério Público)- que trabaja tanto a nivel federal como estatal.
Los miembros del Ministerio Público Federal se dividen en tres rangos, según la jurisdicción de los tribunales ante los que ofician. Los fiscales federales (Procuradores da República) actúan ante los jueces unipersonales y los tribunales inferiores, los fiscales federales de circuito (procuradores regionais da República) ante los tribunales federales de apelación, y los fiscales generales federales adjuntos (subprocuradores gerais da República) ante los tribunales federales superiores. El Procurador General de la República (Procurador Geral da República) encabeza el órgano federal, y juzga los casos ante el Corte Suprema de Brasil.
En el ámbito estatal, la carrera suele dividirse en fiscales estatales (promotores de Justiça) que ejercen ante los tribunales inferiores y fiscales estatales apellidados (procuradores de Justiça) que ejercen ante los tribunales estatales de apelación. También hay fiscales militares cuya carrera, aunque está vinculada a la de los fiscales federales, se divide de manera similar a la de los fiscales estatales.
En Brasil, el principal trabajo de los fiscales es promover la justicia, por lo que tienen el deber no sólo de juzgar los casos penales, sino que, si durante el juicio, se convencen de la inocencia de un acusado, solicitar al juez su absolución. La fiscalía tiene siempre la última palabra sobre la imputación o no de los delitos penales, con la excepción de los raros casos en los que la ley brasileña permite la acusación privada. En estos casos, el fiscal oficiará como custos legis, siendo el responsable de garantizar que la justicia efectivamente se lleve a cabo.
Aunque están facultados por la ley para hacerlo, los fiscales llevan a cabo investigaciones penales sólo en casos importantes, normalmente relacionados con infracciones policiales o de funcionarios públicos. Además, se encargan del control externo de la actividad policial y de solicitar el inicio de una investigación policial.
La facultad de los fiscales individuales de realizar investigaciones penales fue controvertida y, aunque apoyada masivamente por jueces, fiscales y la población en general, fue impugnada ante el Supremo Tribunal Federal, pero en 2015, este Tribunal se pronunció favorablemente a su facultad (RGE n. 593.727-MG).
De acuerdo con una ley de 2012, el jefe de policía (delegado de polícia), como autoridad policial, es responsable de conducir la investigación criminal en Brasil por medio de una investigación policial (inquérito policial) u otro procedimiento previsto por la ley que tenga el propósito de averiguar las circunstancias, la materialidad y la autoría de los delitos. Disposiciones similares se encuentran en el Código Procesal Penal y en el artículo 144 de la constitución federal.
Además de sus funciones penales, los fiscales brasileños se encuentran entre los autorizados por la constitución brasileña para iniciar acciones contra particulares, empresas comerciales y el gobierno federal, estatal y municipal, en defensa de las minorías, el medio ambiente, los consumidores y la sociedad civil en general.

### Corea del Sur
Los fiscales son funcionarios públicos que forman parte de la Fiscalía.
Los fiscales pueden llevar a cabo la investigación de delitos de forma directa o indirecta. Son responsables de todo el proceso de investigación y enjuiciamiento judicial. Dado que el derecho moderno coreano se diseñó a partir del derecho civil, el papel de los fiscales coreanos es similar o idéntico al de sus equivalentes europeos en cuanto a la dirección de las investigaciones, la determinación de los casos procesables y el enjuiciamiento del proceso. Un fiscal tiene la facultad de prohibir a un acusado o a una persona acusada salir de la República de Corea mediante una "retención internacional".

### España
En España, el Ministerio Fiscal es el órgano constitucional que tiene encomenda la defensa de la legalidad, de los derechos de los ciudadanos y del interés público tutelado por la Ley, así como velar por la independencia de los Tribunales y procurar ante éstos la satisfacción del interés general. Se integra, con autonomía, dentro del poder judicial, aunque el poder ejecutivo ejerce una gran influencia, pues es quien nombra al fiscal general del Estado.
El Ministerio Fiscal está integrado por el Fiscal General del Estado y sus órganos de apoyo y asesoramiento, y el resto de Fiscalías en los distintos tribunales de justicia. El fiscal general encabeza la Fiscalía General del Estado y la Fiscalía del Tribunal Supremo aunque, en la práctica, esta segunda es dirigida por el Teniente Fiscal del Tribunal Supremo.
Los fiscales en España se dividen en tres categorías:
1. Fiscales de Sala del Tribunal Supremo, equiparados a Magistrados del Tribunal Supremo.
2. Fiscales, equiparados a Magistrados.
3. Abogados Fiscales, equiparados a Jueces.

El Fiscal General no forma parte de ninguna categoría y está equiparado en honores al Presidente del Tribunal Supremo, mientras que el Teniente Fiscal del Tribunal Supremo, que debe ser un Fiscal de Sala, tiene la consideración de Presidente de Sala del Tribunal Supremo.
Pertenecen a la primera categoría fiscal los jefes de las fiscalías y unidades dependientes de la Fiscalía General del Estado, los fiscales principales de la Fiscalía del Tribunal Supremo, los jefes de las fiscalías ante la Audiencia Nacional, ante el Tribunal Constitucional y ante el Tribunal de Cuentas, y cualquier otro que se establezca en la plantilla.
Por debajo de la organización nacional, en cada comunidad autónoma existe una Fiscalía Superior, cuyo titular pertenece a la segunda categoría y que ejerce sus funciones ante un Tribunal Superior de Justicia. El nivel inmediatamente inferior es el provincial, con una Fiscalía ante una Audiencia Provincial y, en el último escalón, se encuentran las Fiscalías de Área, que sirven en unidades territoriales inferiores a la provincia.

### Francia
En Francia, el Ministerio Fiscal está compuesto por un fiscal jefe (Procureur de la République en los tribunales de primera instancia y procureur général en los tribunales de apelación o en el Tribunal Supremo) y sus adjuntos y asistentes (avocats généraux y substituts). El fiscal general inicia la investigaciones preliminares y, si es necesario, pide que se asigne a un juez de instrucción (sistema inquisitoria - juez de instrucción) para dirigir una investigación judicial formal. Cuando una investigación es dirigida por un juez, el fiscal desempeña un papel de supervisión, definiendo el alcance de los delitos que son examinados por el juez y las fuerzas del orden. Al igual que el abogado de la defensa, el fiscal jefe puede solicitar o pedir que se siga investigando. Durante los procesos penales, los fiscales se encargan de presentar el caso en el juicio, ya sea ante el sillón o ante el jurado. Los fiscales generalmente sugieren directrices de sentencia consultivas, pero la sentencia queda a la discreción del tribunal para decidir, para aumentar o reducir según lo considere oportuno. Además, los fiscales tienen varias funciones administrativas.
Los fiscales son considerados magistrados en el derecho francés, como en la mayoría de los países de derecho civil. Mientras que la defensa y el demandante están representados por abogados comunes, que se sientan (en sillas) en el suelo de la sala, el fiscal se sienta en una plataforma como el juez, aunque no participa en la deliberación. Jueces y fiscales se forman en la misma escuela y se consideran colegas.

### Italia
En Italia, una Fiscalía está compuesta por un Fiscal Jefe (procuratore capo) asistido por adjuntos (procuratori aggiunti) y asistentes (sostituti procuratori). Los fiscales en Italia son funcionarios judiciales al igual que los jueces y se les denomina ceremonialmente Pubblico Ministero ('Ministerio Público' o P.M.).
Los fiscales italianos ofician como custos legis, siendo responsables de garantizar que la justicia se lleve a cabo. Están obligados por la Constitución a iniciar investigaciones preliminares una vez que son informados o toman conocimiento personal de un hecho delictivo -notitia criminis - o reciben una denuncia. Pueden dirigir las investigaciones o llevarlas a cabo mediante órdenes y directrices dadas a los detectives de la policía (judicial), que pueden realizar sus propias investigaciones paralelas en coordinación con el Fiscal. Si se han reunido suficientes pruebas para proceder, la acusación es obligatoria y debe pasar de las investigaciones preliminares a iniciar los procedimientos de juicio. En el juicio, el fiscal tiene que encargarse de la acusación, pero tiene el deber primordial de promover la justicia. En la práctica, este deber significa que los fiscales tienen prohibido ocultar pruebas exculpatorias y deben solicitar que el juez absuelva al acusado si, durante el juicio, el fiscal se convence de la inocencia del acusado, o acuerda que no hay pruebas que demuestren su culpabilidad más allá de cualquier duda razonable.
En los tribunales de apelación, la Fiscalía se denomina Procura Generale y el Fiscal Jefe el Procuratore Generale (PG). El Procurador General ante la Suprema Corte de Casación es el Fiscal General Jefe ante la Corte Suprema de Casación, el Tribunal Supremo de Italia.
A los fiscales se les permite, durante su carrera, actuar en lugar del otro, pero una reciente sentencia de la Corte Constitucional italiana declaró que los fiscales, que desean convertirse en jueces, deben trasladarse a otra región y tienen prohibido participar o conocer de los juicios que ellos mismos iniciaron.

### Japón
En Japón, Fiscalía (検察官 kensatsu-kan?) son funcionarios profesionales que tienen considerables poderes de investigación, persecución, superintendencia de la ejecución penal, etc. Los fiscales pueden dirigir a la policía para que investigue, y a veces investigan directamente. En principio, sólo los fiscales pueden procesar a los delincuentes, y los fiscales pueden decidir si procesan o no. Los altos funcionarios del Ministerio de Justicia son en su mayoría fiscales.

### Polonia
La fiscalía de mayor rango en Polonia es el Fiscal General (Prokurator Generalny), jefe de la Fiscalía Nacional (Prokuratura Krajowa). El Fiscal General tiene cinco adjuntos. La estructura de la Fiscalía en Polonia es de cuatro niveles:
1. Fiscalía Nacional (Prokuratura Krajowa).
2. Fiscalías Regionales (prokuratury regionalnej).
3. Fiscalías Superiores de Distrito (prokuratury okręgowe).
4. Fiscalías de Distrito (Prokuratury rejonowe).

### Suecia
En Suecia, los fiscales son abogados que trabajan en la Fiscalía sueca (en sueco: Åklagarmyndigheten) y dirigen las investigaciones policiales de delitos graves. En todos los casos penales, los fiscales deciden las detenciones y los cargos en nombre del público y son los únicos funcionarios públicos que pueden tomar esas decisiones. Los demandantes también tienen la opción de contratar a su propio fiscal especial (enskilt åtal). La excepción son los casos de delitos contra la libertad de prensa, en los que el Canciller de Justicia actúa como fiscal. En el tribunal, el fiscal no está necesariamente en una relación de confrontación con el acusado, pero tiene la obligación de investigar y presentar información que pueda incriminar o exonerar al acusado. El fiscal no es un funcionario judicial, ni participa en las deliberaciones privadas del tribunal.
Los fiscales son los únicos funcionarios públicos que pueden decidir la apelación de casos ante tribunales de apelación. Por lo demás, los recursos son iniciados por el abogado defensor, el demandante, sus representantes y otras partes del caso (målsäganden). Cuando un caso ha sido resuelto por un tribunal de apelación, el derecho a apelar ante el Tribunal Supremo pasa del fiscal del caso al Fiscal General (en sueco: Riksåklagaren).